# Flaga obwodu królewieckiego
Flaga obwodu królewieckiego zatwierdzona 4 maja 2010 roku to prostokątny materiał w proporcjach (szerokość do długości) – 2:3, składający się z trzech horyzontalnych pasów w stosunku 3:1:3. Górny koloru czerwonego, środkowy – żółtego i dolny – niebieskiego. W lewym górnym rogu jest przedstawiony biała twierdza z monogramem carycy Elżbiety.
Flaga była pierwszy raz zatwierdzona 8 czerwca 2006 roku. W 2007 zmieniono opis proporcji pasów na fladze i kolor twierdzy (ze srebrnego na biały). Zmiana ta została zatwierdzona 4 maja 2010 roku.